# Coles
Coles è un comune spagnolo di 3 171 abitanti situato nella comunità autonoma della Galizia.